# Dans mes yeux
Dans mes yeux est une bande dessinée du Français Bastien Vivès publiée en 2009 par KSTЯ.

## Description
Cette bande dessinée raconte l'histoire d'un jeune homme et d'une étudiante qui font connaissance dans une bibliothèque. Cette bande dessinée a la particularité d'être mise en scène du début à la fin par une vue subjective. 